# Claus Christian Claussen

Claus Christian Claussen (2017)

Claus Christian Claussen (* 26. März 1961 in Bad Segeberg) ist ein deutscher Politiker der CDU. Seit dem 6. Juni 2017 ist er Mitglied des Schleswig-Holsteinischen Landtags. Er war von Mai 2020 bis Juni 2022 Minister für Justiz, Europa und Verbraucherschutz des Landes Schleswig-Holstein im Kabinett Günther I.

## Leben und Beruf
Claus Christian Claussen, eines von vier Kindern von Helga Claussen, geborene Wünsche, und ihrem Mann, dem Juristen und Politiker Karl Eduard Claussen (unter anderem Landesminister), erwarb 1980 sein Abitur am Kreisgymnasium Bargteheide. Anschließend leistete er von 1980 bis 1982 einen zweijährigen Wehrdienst mit Verpflichtung als Soldat auf Zeit ab, bei dem er eine Wehrdienstbeschädigung mit einem Grad der Behinderung von 80 erlitt.
Von 1982 bis 1992 studierte er Rechtswissenschaften in Hamburg, mit anschließendem Referendariat beim Landgericht Flensburg. Dies beinhaltete unter anderem Stationen an der Verwaltungshochschule in Speyer und der Deutsch-Australischen Industrie- und Handelskammer in Melbourne. Nach der Zweiten Staatsprüfung folgte die Zulassung als Rechtsanwalt und die Tätigkeit in einer Flensburger Kanzlei.
Von 1995 bis 1997 war Claussen für die Wasser- und Schifffahrtsdirektion in Kiel tätig, mit dem Schwerpunkt Planfeststellung von Verkehrsprojekten. Seit 1997 arbeitete er als selbstständiger Rechtsanwalt, seit 2001 als Notar, seit 2009 als Fachanwalt für Familienrecht und seit 2011 als Mediator.
Claus Christian Claussen lebt in Bargteheide. Er ist geschieden und hat fünf Kinder.

## Politik
Claussens politisches Engagement begann 1975 mit seinem Eintritt in die Junge Union. Dort war er unter anderem stellvertretender Vorsitzender des Kreisverbands Stormarn. 1993 folgte sein Eintritt in die CDU, für die er als stellvertretender Vorsitzender des Kreisverbands Flensburg und als bürgerliches Mitglied im Bauausschuss der Stadt Flensburg tätig war.
Von 1998 bis 2018 war Claussen Stadtvertreter in Bargteheide, dabei von 2008 bis 2016 als Fraktionsvorsitzender der CDU und von 2008 bis 2018 als stellvertretender Bürgermeister der Stadt.
Claussen war außerdem von 2000 bis 2016 Beisitzer im Landesvorstand der CDU Schleswig-Holstein.

## Abgeordneter
Bei der Landtagswahl 2017 zog Claus Christian Claussen mit 38,7 Prozent der Erststimmen als direkt gewählter Abgeordneter des Wahlkreises Stormarn-Nord in den Landtag ein und erwarb bei der konstituierenden Sitzung am 6. Juni 2017 die Mitgliedschaft im Landesparlament. Claussen war Vorsitzender des Fraktionsarbeitskreises „Inneres und Recht“ und damit innenpolitischer Sprecher der CDU-Fraktion. Er wirkte zudem als justiz- und bundeswehrpolitischer Sprecher.
Claussen war Mitglied des Innen- und Rechtsausschusses sowie Vorsitzender des Parlamentarischen Untersuchungsausschusses zur „Rocker-Affäre“.
Bei der Landtagswahl 2022 zog er mit 45,1 Prozent der Erststimmen erneut über das Direktmandat des Wahlkreises Stormarn-Nord in den Landtag ein.

## Minister
Nach dem Rücktritt von Landesinnenminister Hans-Joachim Grote am 28. April 2020 kam es zu einer Kabinettsumbildung, bei der die bisherige Justizministerin Sabine Sütterlin-Waack von Ministerpräsident Daniel Günther zur neuen Innenministerin ernannt wurde. Claussen wurde am 4. Mai 2020 zu ihrem Nachfolger als Minister für Justiz, Europa, Verbraucherschutz und Gleichstellung berufen. Mit Wirkung vom 15. Mai 2020 änderte sich die Bezeichnung des Justizressorts in Ministerium für Justiz, Europa und Verbraucherschutz. Im Zuge der Bildung des Kabinetts Günther II schied er am 29. Juni 2022 wieder aus diesem Amt aus.